# Edward Rulloff
John Edward Howard Rulloff (* 3. März 1819 bei St. John, New Brunswick; † 18. Mai 1871 in New York City) war ein US-amerikanisch-kanadischer Lehrer und Linguist. Bekannt wurde er aufgrund seiner kriminellen Tätigkeiten und seiner Gehirngröße.

## Leben
Edward Rulofson wurde 1819, 1820 oder 1821 in der Nähe von St. John New Brunswick in Kanada als Sohn deutscher Immigranten geboren. Sein Großvater Rulof Rulofson war Amerikaner, der nach Nova Scotia in Kanada auswanderte. Er hatte drei Schwestern und zwei jüngere Brüder. Der jüngste seiner Geschwister war der Fotograf William Rulofson. Seinen Namen änderte er später in Edward Rulloff, wobei er auch andere Schreibweisen verwendete.
1841 oder 1842 zog er nach Ithaca in die Vereinigten Staaten. In Dryden bei Ithaca arbeitete er als Schullehrer, obwohl er selbst nie studierte. Eine seiner Schülerinnen, Harriet Schutt, heiratete er am 31. Dezember 1843. Später eignete er sich medizinisches Wissen an und praktizierte in Lansing als Arzt. Für das Verschwinden seiner Frau und seiner Tochter verurteilte man ihn für 10 Jahre ins Auburn State Gefängnis. Dort begann er sich mit linguistischen Themen auseinanderzusetzen und unterrichtete 1856 Albert Jarvis, den Sohn des Gefängniswärters in Fremdsprachen. Anschließend wurde er in Ithaca erneut verurteilt, diesmal wegen Mordes an seiner Gattin und seinem Kind. In der Berufung konnte er wegen fehlender Leichen freigesprochen werden. Später zog er nach New York, wo er als Kleinkrimineller tätig war.
1870 wurde er wegen Ermordung eines Ladenangestellten in Birmingham zum Tode verurteilt. Aufgrund seiner Bekanntheit als Philologe, verlangten einige die Freilassung Rulloffs, sodass er weiter auf seinem Gebiet arbeiten könnte. Mark Twain schrieb einen Monat vor der Hinrichtung einen satirischen Bericht, indem jemand anderes für Rulloff erhängt werden soll.
Rulloff wurde am 18. Mai 1871 öffentlich in New York hingerichtet. Es war die letzte öffentliche Henkung im Staat New York. Zu seinen letzten Worten widersprechen sich die Quellen. Nach einigen Aussagen soll er „Hurry it up! I want to be in hell in time for dinner.“ (dt. Macht es schnell! Ich will in der Hölle rechtzeitig zum Abendessen da sein.) vor seiner Hinrichtung gesagt haben. Nach anderen Angaben waren seine letzten Worte nur „I can't stand still“, da er aufgrund seiner Fesselung Gleichgewichtsprobleme hatte.
Nach seinem Tod entfernte der Anatom George Burr sein Gehirn, der es mit einem Gewicht von 59 Unzen zum weltweit größten bekannten Gehirn erklärte. 1889 erwarb es der Anatom Burt Wilder und fügte es seiner Burt Wilder Collection hinzu, wo es bis heute konserviert wird. Seit den 1970ern gilt es nur noch als zweitgrößtes Gehirn.

## Linguistische Arbeiten
1869 legte er der neugegründeten American Philological Association seine Theorie über den Ursprung der Sprachen (The Method of Languages) vor und veröffentlichte 1870 sein Buch „Method in the Formation of Language“ unter dem Namen E. Leurio veröffentlicht. Darin suchte er nach dem Ursprung von Denken und Kommunikation. Seine Theorien bleiben in der Fachwelt jedoch umstritten. Gegen Ende seines Lebens begann er all seine nicht-veröffentlichten Arbeiten zu verbrennen.
Nach eigenen Angaben sprach er Englisch, Deutsch, Latein, Griechisch, Französisch und Italienisch, sowie ein wenig Hebräisch und Sanskrit. Die Sprachen soll er sich selbst beigebracht haben.

## Juristische Anklagen und Prozesse
Bereits als Jugendlicher saß er zwei Jahre im Gefängnis, da er Geld an seinem Arbeitsplatz unterschlagen haben soll.
Am 23. Juni 1845 verschwanden seine Frau und seine drei Monate alte Tochter Priscilla spurlos. Bald darauf floh er nach Geneva, Rochester, Buffalo und Cleveland, wo er gefasst wurde. 1846 begann der Gerichtsprozess. Die Anklage lautete Entführung, da keine Leichen vorlagen. Er wurde zu 10 Jahren Gefängnis im Auburn Prison verurteilt. Gegen Ende der 10 Jahre begann die Justiz das Verfahren erneut aufzurollen. Ebenso versuchte man diesmal vergeblich den Tod seiner Schwägerin und deren Tochter mit ihm in Zusammenhang zu bringen. Beide behandelte er als Arzt im Mai 1845. Aufgrund des verschlechterten Verhältnisses zwischen Rulloff und seinem Schwager, entstand die Vermutung einer Vergiftung. Eine spätere Exhumierung ergab einen erhöhten Kupfergehalt, den man jedoch weder als Todesursache diagnostizieren noch auf Rulloff zurückführen konnte.
Im Frühjahr 1857 flüchtete er aus dem Gefängnis, um einer erneuten Schuldsprechung im zweiten Verfahren zu entgehen. Das zweite Verfahren wurde 1859 eröffnet. Da die Leichen noch verschwunden blieben, wurde er in der Berufung freigesprochen. Auch die Suche im Cayuga-See blieb erfolglos, wenngleich er später einem Bekannten anvertrauen sollte, sie dort versenkt zu haben.
Einige Jahre nach der Freilassung zog er mit seinem ehemaligen Schüler Al Jarvis nach New York. Dort begangen sie mit dem Kleinkriminellen William Dexter vermehrt Diebstähle. In der Nacht auf den 17. August 1870 brachen sie in ein Ladengeschäft in Binghamton ein. Dabei wurden sie von zwei Angestellten, die in der Wohnung darüber schliefen, in einem Kampf verwickelt. Einer wurde schwer verwundet, der andere per Kopfschuss getötet. Die drei Täter flohen zum Chenango River, wo beide Mittäter ertranken. Am 4. Januar 1871 wurde die Gerichtsverhandlung in Binghamton begonnen. Er gestand, am Überfall beteiligt gewesen zu sein, jedoch nicht der Mörder gewesen zu sein. Trotzdem wurde er von den Geschworenen für schuldig des „first-degreed murder“ erklärt und sollte am 3. März gehängt werden. Die Berufung in Elmira verschob die Exekution auf den 18. Mai.